# Catostomus nebuliferus
Catostomus nebuliferus är en fiskart som beskrevs av Garman, 1881. Catostomus nebuliferus ingår i släktet Catostomus och familjen Catostomidae. Inga underarter finns listade i Catalogue of Life.